# Basketbal in Suriname
Basketbal werd in Suriname in de Tweede Wereldoorlog door Amerikaanse militairen geïntroduceerd. Sinds de jaren 1940 zijn er verenigingen en worden er wedstrijden gespeeld. In 1988 werd de nationale damesselectie Caraïbisch kampioen. De Surinaamse Basketbal Associatie is aangesloten bij FIBA Americas, de Amerikaanse tak van de internationale basketbalfederatie FIBA.

## Geschiedenis

### Eerste ontwikkelingen
Tijdens de Tweede Wereldoorlog introduceerden Amerikaanse militairen het basketbal in Suriname. De feitelijke grondleggers waren sergeant Calloway en luitenant Carlsen op 24 november 1941. Zij, en daarnaast leden van de Chinese vereniging Chung Fa Foei Kon, ontwikkelden de sport in die jaren verder. Op het verenigingsterrein speelden Chinese leden op 7 juni 1942 een vriendschappelijke wedstrijd tegen het Amerikaanse 35th Bombing Squadron. Deze wedstrijd werd verloren met 36-45 en bestond uit vier sets van elk 20 minuten. De eerste Surinaamse basketbalvereniging, 'Surinam', werd op 10 september 1942 opgericht door de heer V. Nobrega. Hij was eveneens de eerste voorzitter. De Amerikanen leverden een goede bal en Chung Fa Foei Kon stelde haar terrein twee keer per week anderhalf uur ter beschikking.

### Professionalisering
Luitenant Carlsen initieerde op 27 september 1942 een vergadering waarin besloten werd tot de oprichting van de Basketball Association. Hiervan werd L.J. Tjon Pian Gi de eerste voorzitter. Er waren vijf verenigingen aangesloten, waaronder de U.S. Forces Paranam. Vanaf 18 oktober 1942 werd de eerste competitie gehouden. Uiteindelijk werd op 1 januari 1947 de Surinaamse Basketbal Associatie opgericht. In 1948 kwamen de eerste ontwikkelingen van het damesbasketbal op gang, met de eerste vereniging in augustus en de eerste wedstrijd op 6 november 1948. Op 25 september 1950 speelde een Surinaams team voor het eerst een interland, namelijk van Kuo Min Tang tegen een Venezolaans team. Het Surinaamse team won met 51 tegen 42 punten. In oktober 1950 reisde de Surinaamse vereniging Young China naar Aruba voor acht wedstrijden. Dit team was in die jaren dominant en was in 1947 ongeslagen kampioen van Suriname geweest. Ook na de Tweede Wereldoorlog bleven in Suriname aanwezige Amerikanen meespelen in de Surinaamse competitie. In maart 1958 werd voor het eerst een juniorencompetitie gestart.

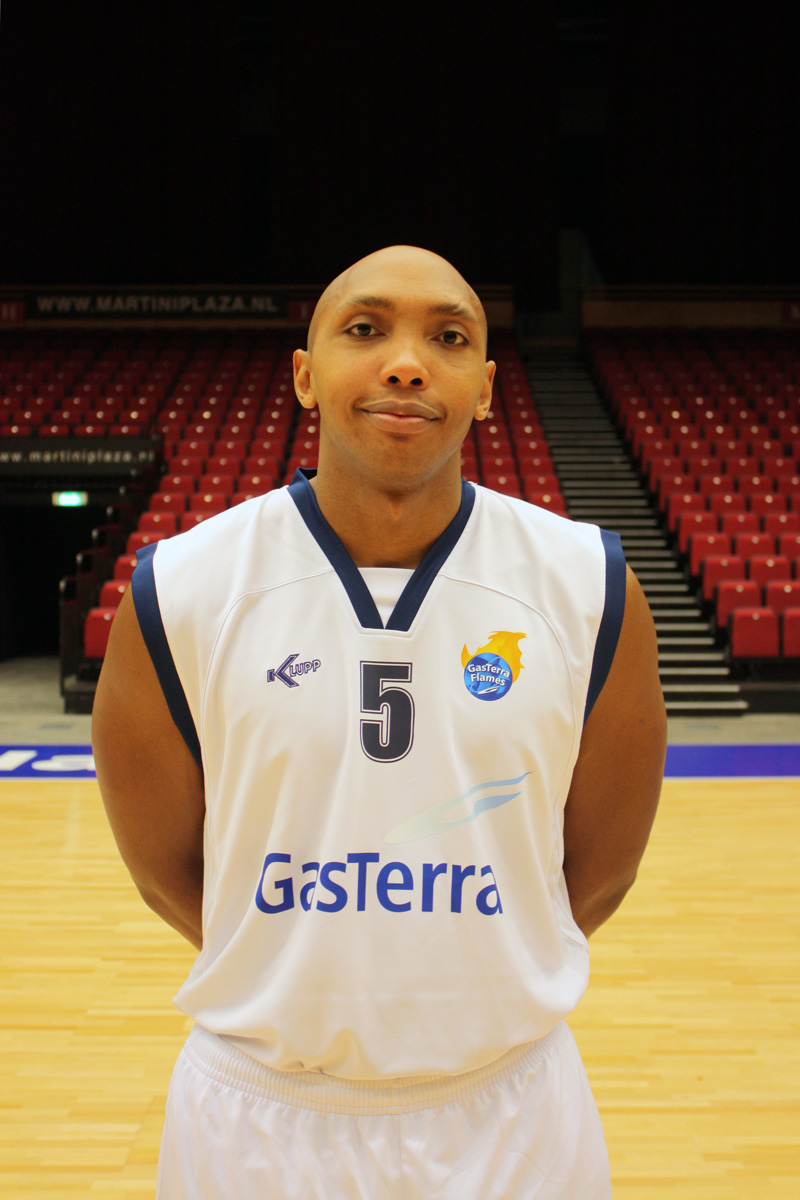
Sergio de Randamie, 2011

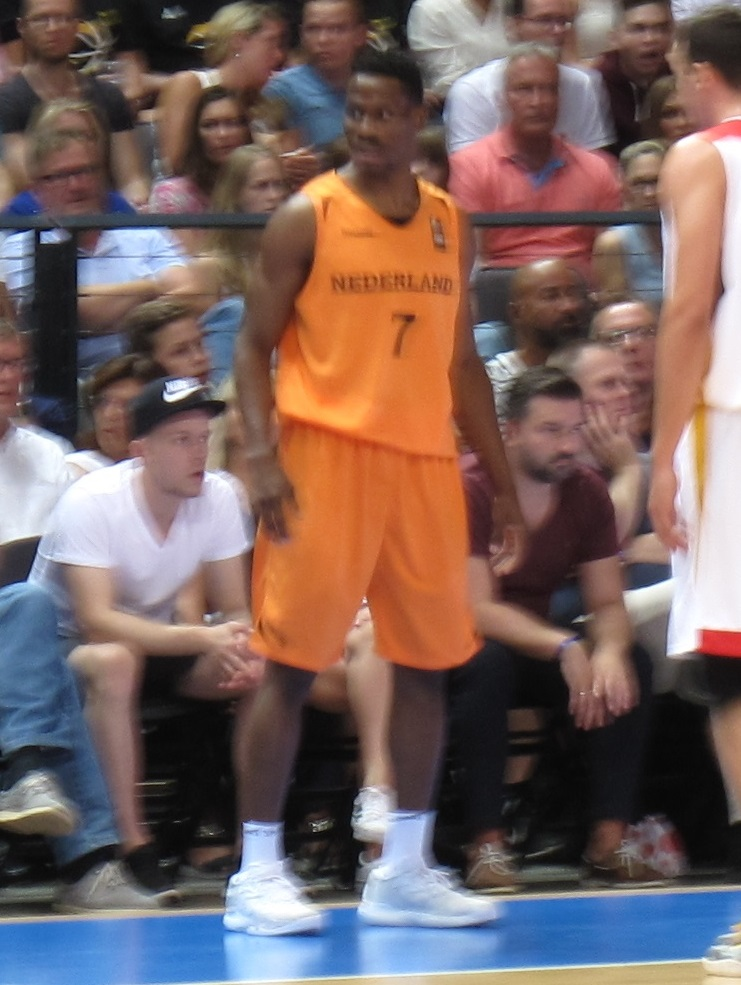
Charlon Kloof, 2015

Surinaamse teams hadden in de jaren 1950 verschillende internationale wedstrijden gespeeld. Vervolgens werd in augustus voor het eerst aan een groot internationaal toernooi meegedaan, namelijk aan de kwalificatieronden in Bologna van de Olympische Zomerspelen. Het nationaal mannenbasketbalteam bereikte de hoofdronde niet en sloot de troostronde af als 16e. In 1965 werd de eerste nationale damesselectie samengesteld. Op 22 augustus verloor het team met 22-36 tegen de dames van Trinidad. In maart van het jaar erop vertrok de selectie naar Trinidad. Hier werden twee wedstrijden gespeeld waarvan de dames er een wonnen en een verloren. In 1976 werd een nationale jeugdselectie samengesteld. In dat jaar reisde voor het eerst een Surinaamse jeugdselectie naar het buitenland, door de deelname aan de Centraal-Amerikaanse en Caraïbische spelen in El Salvador. De meisjes werden daar 5e en de jongens 8e.
In 1984 organiseerde Suriname het toernooi van de Internationale Militaire Sportraad (CISM) waaraan twaalf landen deelnamen. Suriname was ongeslagen in de voorronde, met onder meer winst tegen Duitsland en Zuid-Korea, maar wist de succesvolle serie niet door te zetten in de vervolgwedstrijden. In 1988 was de Surinaamse damesselectie op een hoogtepunt. Tijdens het Caricom-kampioenschap drong het team door naar de finale. In de eindwedstrijd versloegen de dames de titelhouder Trinidad met 73-68, waarmee een Surinaams team voor het eerst Caraïbisch kampioen werd.

### 21e eeuw
Een bekende Surinaamse basketballer aan het begin van de 21 eeuw is Sergio de Randamie. Hij speelde voor verschillende clubs in Nederland en de Verenigde Staten. Een andere speler van Surinaamse geboorte is Charlon Kloof. Hij speelt medio jaren 2010 in Skopje, Macedonië, en maakte in 2015 zijn debuut in het Nederlandse basketbalteam.
In 2019 werd de herenslectie van de Ruckers kampioen van Suriname. Het was de eerste keer dat het team meedeed aan de mannenhoofdklasseplay-offs. Bij de dames werden in 2019 de Yellow Birds kampioen in de play-offs.